# 主人への告別
『主人への告別』（しゅじんへのこくべつ、Farewell to the Master）は、アメリカ合衆国の作家ハリイ・ベイツのSF短編小説で、『アスタウンディング』1940年10月号に掲載された。日本語訳のタイトルは他に『来訪者』、『地球の静止する日』『宇宙からのロボット大使』。
1951年の映画『地球の静止する日』および2008年のそのリメイク版『地球が静止する日』（原題はいずれも"The Day the Earth Stood Still"）の原作となっているが、ストーリーは大きく異なる（地球の静止する日#経緯を参照）。1973年、ベイツの許可を得て、マーベル・コミックの『Worlds Unknown』シリーズで漫画化された。

## あらすじ
この物語は、フリーの写真記者クリフ・サザーランド（Cliff Sutherland）の視点で語られる。サザーランドは、ワシントンD.C.のアメリカ合衆国議会議事堂の敷地内に謎の「曲がった卵形」の船が突如出現したところに居合わせた。その2日後、「未知からの訪問者」が現れた。それは、人間の形をした「神のような」人物と、緑色の金属でできた身長8フィート（2.44メートル）のロボットだった。人の方は「私はクラトゥ（Klaatu）、これはヌート（Gnut）」と言ったが、すぐに狂人に撃たれて死んでしまった。クラトゥは近くに埋葬された。それから数日間、ヌートは動かず、ヌートと宇宙船の周りに研究室や博物館が作られた。どちらも、科学者の調査に影響されないことがわかった。
サザーランドは、ヌートが、夜誰も見ていない間に船内に入り、朝になる前に元の位置に戻ってくることを発見した。ヌートはサザーランドの存在に気づいたが、無視していた。サザーランドは自分が知った情報を世界に向けて発信した。ヌートはガラス繊維で覆われていたが、最終的にヌートは手でそれを破った。そして、サザーランドを乗せてクラトゥが埋葬された墓へ向かい、墓を開けて、そこに保存されていたクラトゥの声を録音した。そして戻ってきて船の中に入った。
サザーランドは、入口が閉まる前に船に乗り込み、ヌートがクラトゥの挨拶を録音した音声からクラトゥのコピーを作る方法を研究していることを知った。録音が不完全だったため、作られたクラトゥのコピーは欠陥があり、サザーランドと挨拶をしただけで死んでしまった。サザーランドは、オリジナルの録音機を回収して研究し、録音の不完全さを補う方法を見つけようと提案し、ヌートはそれを採用した。サザーランドは録音機を持ってきた。サザーランドは、地球を出発しようとするヌートに、主人であるクラトゥの死は大変な事故だったと伝えた。ヌートは「君は誤解している、『私』が主人だ」と答えた。

## 日本語訳
- 矢野徹 訳『S-Fマガジン』 No.23、1961年。（『来訪者』）
- 矢野徹 訳『ロボット文明』芳賀書店。（『来訪者』）
- 中野善夫 訳『地球の静止する日』〈創元SF文庫〉。（『主人への告別』）
- 南山宏 訳『地球の静止する日』〈角川文庫〉。（『地球の静止する日』）
- 矢野徹 訳『宇宙からのロボット大使』偕成社〈世界のこどもエスエフ 14〉、1969年。